# Государственный архив Винницкой области
Государственный архив Винницкой области — основное архивное учреждение Винницкой области.

## История
В 1920 году в Виннице был создан Подольский областной архив, состоящий из архивного, библиотечного и библиографического отделов. В сентябре 1920 года Подольский областной архив был преобразован в Подольское губернское архивное управление, которое расформировали в феврале 1921 года. 1 апреля 1922 было образовано Подольское губернское архивное управление.
Весной 1922 года в Виннице создан Подольский губернский исторический архив для хранения дореволюционных архивных документов.
24 июля 1925 в связи с ликвидацией Подольской губернии губернское архивное управление передало свои функции временной архивной комиссии, которая передала дела трём окружным архивным управлениям: Винницкому, Могилёв-Подольскому и Тульчинскому. Исторический архив вошёл в полном объёме в состав Винницкого окружного архивного управления.
К концу 1931 года Винницкое местное архивное управление было реорганизовано в Харьковский государственный исторический архив. С февраля 1932 года Архив переименован в Харьковский областной исторический архив с подчинением Винницкому областному архивному управлению. С 1938 года архив передан в ведение НКВД СССР. С 1944 года архив стал называться Государственным архивом Винницкой области. С 1958 года — Винницким областным государственным архивом, который с 1960 года подчинялся архивному отделу исполкома Винницкого областного совета. С 1980 года архив носит название — Государственный архив Винницкой области.
В декабре 1988 года ликвидирован архивный отдел облисполкома. Функции управления архивным делом в регионе переданы Государственному архиву Винницкой области. Сейчас архив систематически пополняется документами, которые отражают события общественно-политической жизни области, состояние народного хозяйства, образования, здравоохранения, художественного творчества масс.

## Фонд
Фонды периода конца XVIII — начала XX веков состоят из архивов местных органов государственного управления.
В фонде государственного архива Винницкой области есть документы духовных правлений, еврейских молитвенных обществ, костёлов, монастырей, церквей, кроме того, в этих фондах хранятся метрические церковные книги.
Есть документы об Устиме Кармалюке, деятельности Николая Пирогова, Михаила Коцюбинского.
В фондах органов статистики содержатся сведения о землепользовании, проведение переписи, кампании по ликвидации неграмотности, ход коллективизации и её последствия, состояние народного образования, здравоохранения.
Большую группу фондов составляют документы профсоюзов.
Особое место среди фондов архива занимают документы об установлении ущерба и расследованию преступлений в период нацистской оккупации.
В архиве хранятся следующие фонды:
- 5 620 фондов, 1 459 997 личных дел за 1726—2004 года;
- 3 730 единиц научно-технической документации по 1825—2002 года;
- 22 единиц кинодокументов за 1972—1988 года;
- 33 558 единиц фотодокументов за 1890—2002 года;
- 165 единиц фотодокументов за 1961—1994 года[1].